# Ambassade de France en Érythrée
L'ambassade de France en Érythrée est la représentation diplomatique de la République française auprès de l'État d'Érythrée. Elle est située à Asmara, la capitale du pays, et son ambassadeur est, depuis 2023, Jérôme Cauchard.

## Ambassade
L'ambassade est située rue Nafka, à Asmara, à quelques centaines de mètres du Palais présidentiel. Elle dispose d'une section consulaire.

## Ambassadeurs de France en Érythrée
| De   | À    | Ambassadeur            |
| ---- | ---- | ---------------------- |
| 1995 | 1996 | Jean-Marie Momal (d)l  |
| 1996 | 2002 | Louis Le Vert (d)      |
| 2002 | 2007 | Gérard Sambrana (d)    |
| 2007 | 2009 | Pierre Coulont (d)     |
| 2009 | 2012 | Roger Auque            |
| 2012 | 2016 | Stéphane Gruenberg (d) |
| 2016 | 2020 | François Goldblatt (d) |
| 2020 | 2023 | Muriel Soret (d)       |
| 2023 | auj. | Jérôme Cauchard        |

## Relations diplomatiques
Les relations diplomatiques entre les deux pays ont commencé dès l'indépendance de l'Érythrée en 1991. Cependant, en raison de la nature autoritaire du régime politique et des différends frontaliers avec Djibouti, ces relations sont devenues plus tendues.

## Consulats
L'Érythrée dépend de la circonscription consulaire de Djibouti, qui tient aussi le registre mondial pour les Français résidant en Érythrée. Le service des visas est assuré par l'ambassade d'Italie en Érythrée (it).

### Circonscriptions électorales
Depuis la loi du 22 juillet 2013 réformant la représentation des Français établis hors de France avec la mise en place de conseils consulaires au sein des missions diplomatiques, les ressortissants français d'une circonscription recouvrant Djibouti et l'Érythrée élisent pour six ans trois conseillers consulaires. Ces derniers ont trois rôles : 
1. ils sont des élus de proximité pour les Français de l'étranger ;
2. ils appartiennent à l'une des quinze circonscriptions qui élisent en leur sein les membres de l'Assemblée des Français de l'étranger ;
3. ils intègrent le collège électoral qui élit les sénateurs représentant les Français établis hors de France.

Pour l'élection à l'Assemblée des Français de l'étranger, l'Érythrée appartenait jusqu'en 2014 à la circonscription électorale de Djibouti, comprenant aussi Djibouti, l'Éthiopie et la Somalie, et désignant un siège. L'Érythrée appartient désormais à la circonscription électorale « Afrique centrale, australe et orientale » dont le chef-lieu est Libreville et qui désigne cinq de ses 37 conseillers consulaires pour siéger parmi les 90 membres de l'Assemblée des Français de l'étranger.
Pour l'élection des députés des Français de l’étranger, l'Érythrée dépend de la 10e circonscription.